# سيح مزيرع

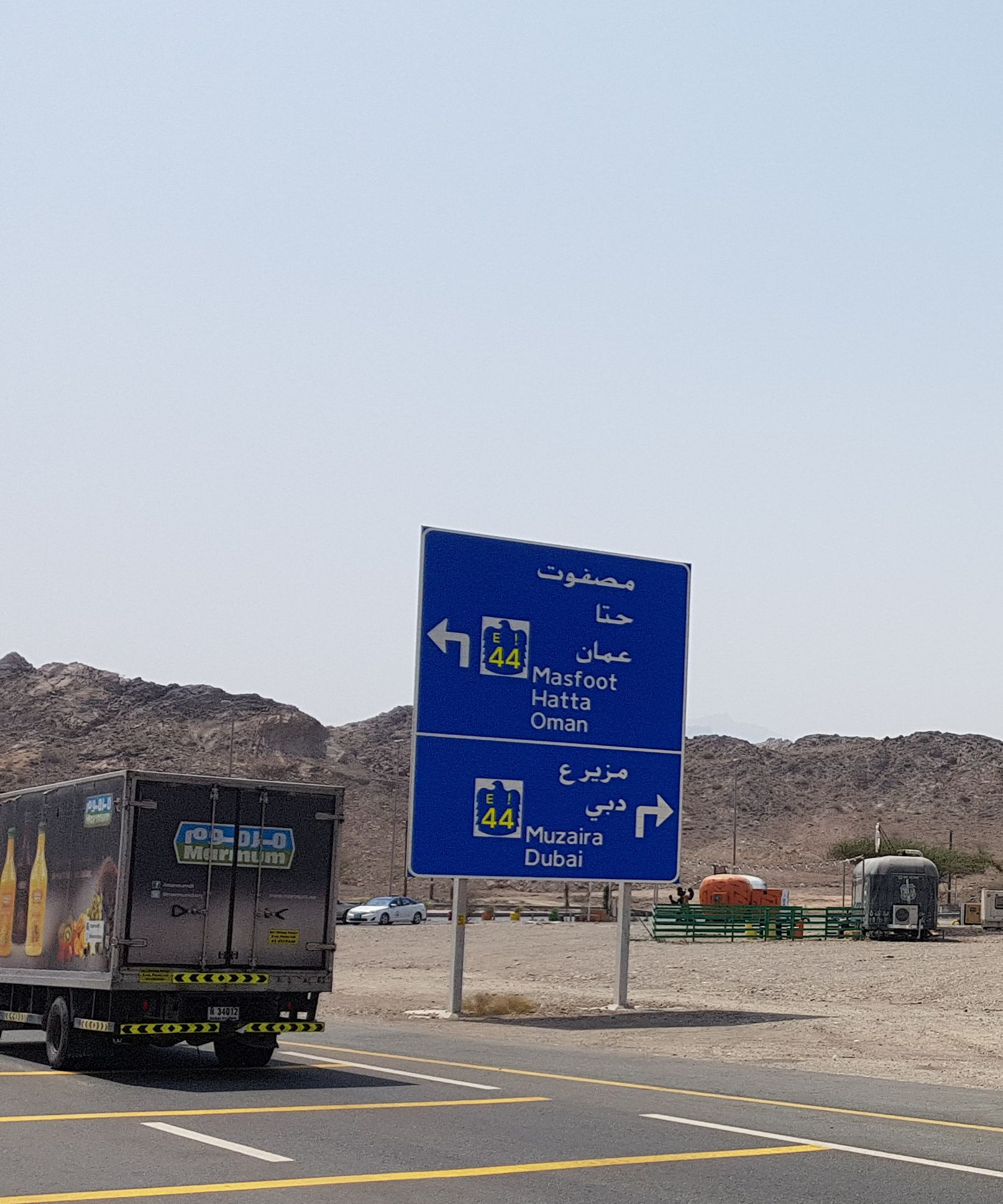
لوحة إرشادية تشير إلى قرية مزيرع

غلفا،' هي بلدة في مصفوت (إحدى مناطق إمارة عجمان، الإمارات العربية المتحدة) . تقع على طريق المدام / حتا السريع ( E44 ) بالقرب من الحدود العمانية الإماراتية .

## الوصف
سيح مزيرع هي قرية كبيرة تقع بجوار الطريق السريع E44، وقد برزت كقرية مهمة، حيث أعطت اسمها لخط الصدع الجيولوجي المرتبط بمنطقة صدع حتا. تقع القرية على مروحة طميية، وهي غنية بالتربة والموارد المعدنية والمياه، وقد شجعت أراضيها الخصبة على الاستيطان منذ فترة طويلة.  أدى موقعها الاستراتيجي عند نقطة تجمع المياه بين السواحل الشرقية والغربية لدولة الإمارات العربية المتحدة إلى تكوين الوادي غير المعتاد في سيناديل والذي يشهد تدفق المياه من نفس المكان غربًا باتجاه الخليج العربي وشرقًا باتجاه المحيط الهندي.